# クラビー・クラボーン

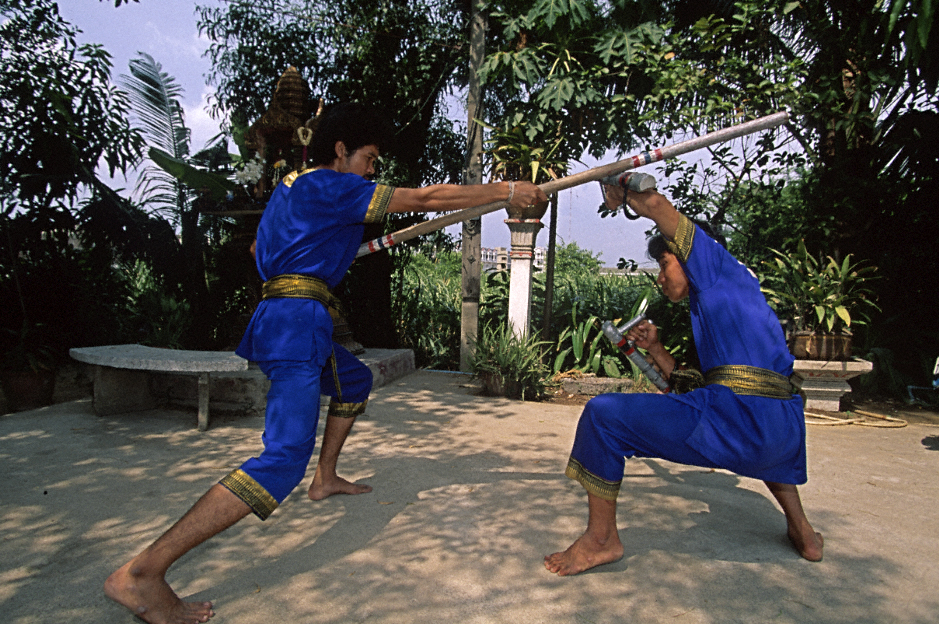
クラビー・クラボーンの練習の様子

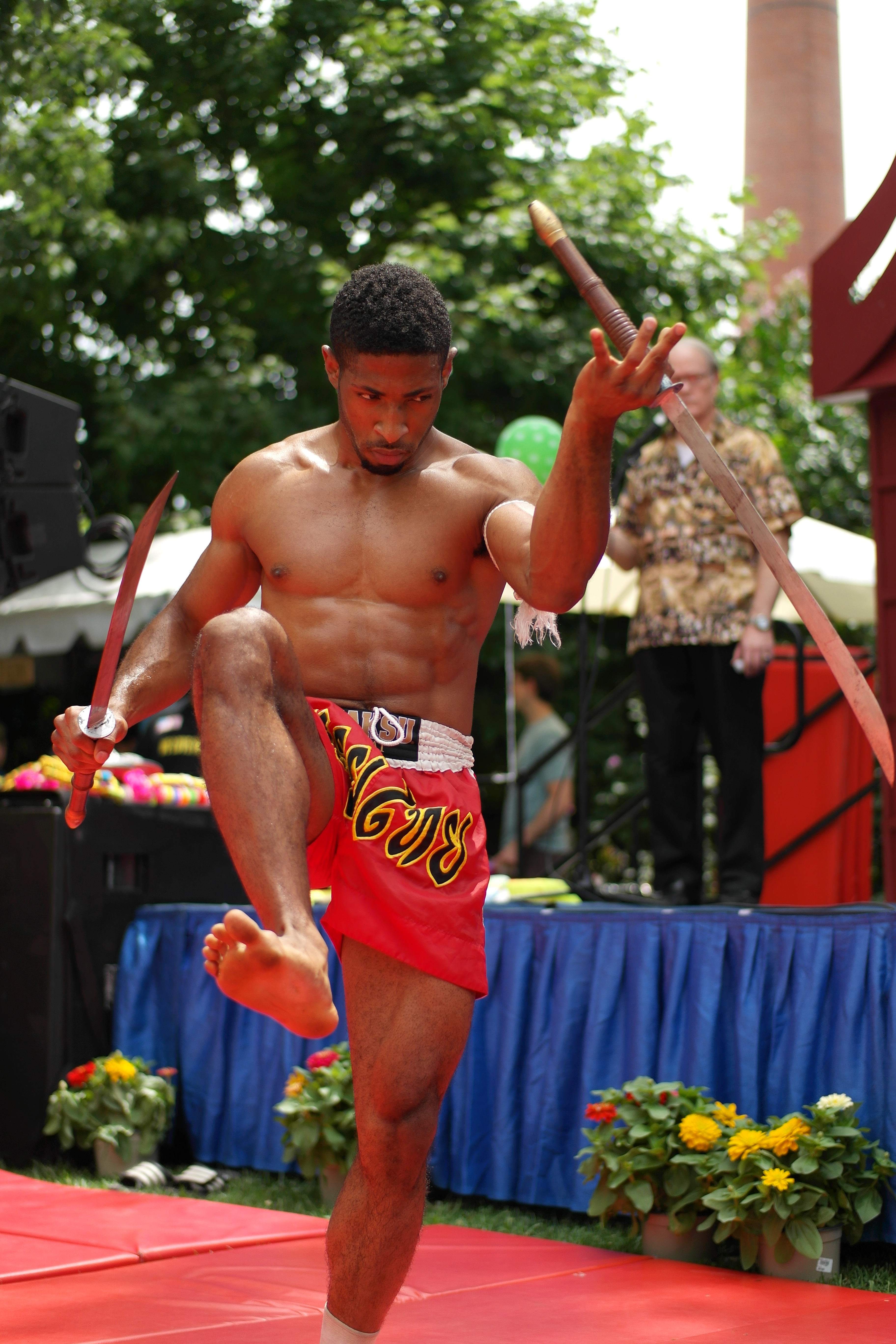
ダーブ・ソン・ムー

クラビー・クラボーン（กระบี่กระบอง)とは、タイに伝わる武術。カビー・カボーンとも呼ばれる。名前のクラビーは将校の指揮刀、クラボーンは農民の棒までの略で、武器全般を指す。

## 概要
クラビー・クラボーンは古代シャム王国で軍隊の戦闘訓練のために生まれた武術である。訓練はムエボーランと似ているため2つの武術は同一のものもしくはあるいは独立したものかは不明である。考古学的見地や伝統的な踊りからタイで無数の武器が一度も使われたことは証明されていない。また、中国武術やインドの剣術、日本武術の影響も受けている。1936年には国立体育師範養成学校で必須科目となった他、陸軍でも訓練として正式採用されていることや体育の授業などで取り入れている学校もある。現在、使われている様式はアユタヤ王朝のワット・プッサイスワン（近衛兵）のものである。

## 技法
名前の通り、武器全般を使う武術である。使う武器はクラビー（片刃の指揮刀）、クラボーン（6～7尺の棒）、ダーブ（幅広湾曲の刀）、ダーブ・ソン・ムー（二組のダーブの剣術）、ンガーオ（戈槍または薙刀）、プローン（杖）、ミード（短刀）、クワーン（戦斧）、マイソン（木盾）、ケーン（長盾）、ロー（丸盾）、ダン（筒盾、トンファーに近い形状をしている）である。
上の武器術の他、足技など素手を使った技も併用される。

## 儀式
稽古の中において高弟が道場の名を受け継ぐことができるようになると師匠によるアユタヤの剣を使った祝福の儀式「クー」が披露される。音楽が演奏される中を真剣を用いて円形の試合場で演武が行われる。演武は真剣が相手の体に触れないように行われる。勝敗は選手の技量とスタミナで決定される。